# Myrica caroliniensis

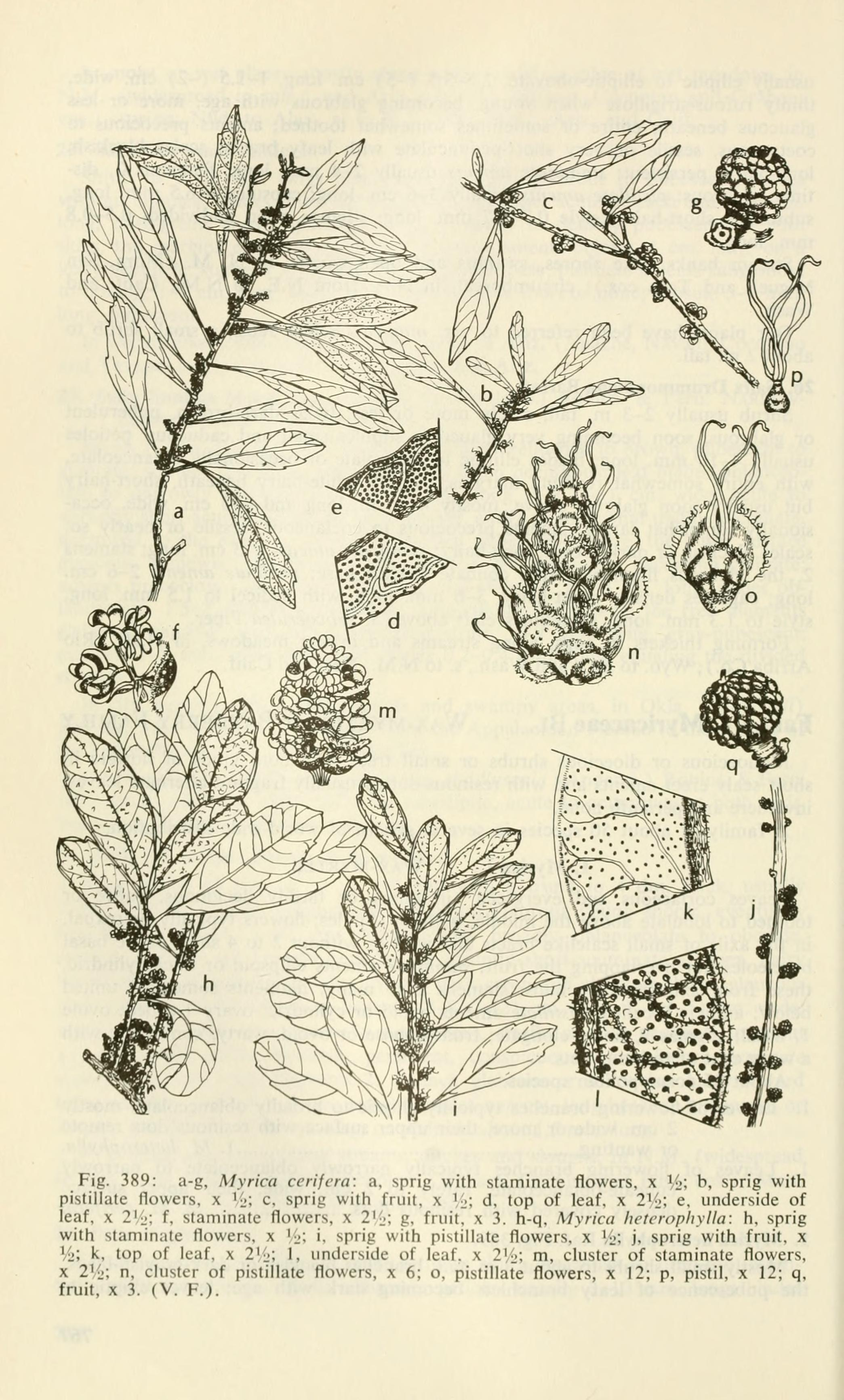
Illustration als Myrica heterophylla

Myrica caroliniensis ist eine Pflanzenart aus der Gattung Myrica innerhalb der Familie der Gagelstrauchgewächse (Myricaceae). Sie ist an den Küsten und in den Küstenebenen des südöstlichen Nordamerika beheimatet und wird dort englisch bayberry, southern bayberry, pocosin bayberry, evergreen bayberry genannt. Sie wird in Parks und Gärten als Zierpflanze verwendet, ihre Früchte werden zur Herstellung von Kerzen genutzt, und sie ist auch als Heilpflanze in Gebrauch.

## Beschreibung

### Vegetative Merkmale
Myrica caroliniensis ist ein immergrüner oder spät laubabwerfender, reich verzweigter Strauch oder kleiner Baum der etwa 1,5–3 Meter hoch wächst. Myrica caroliniensis bildet über ihre Rhizome Kolonien.
Die kurz gestielten, drüsigen Laubblätter sind lederartig und haben im vorderen Teil grob spitzig
gesägte oder ganze Ränder. Sie sind verkehrt-eiförmig, -eilanzettlich bis elliptisch, lanzettlich und spitz bis stumpf oder abgerundet sowie feinstachelspitzig. Die Spreiten sind fein behaart bis kahl und unterseits drüsig, die Drüsen sind gelb.

### Generative Merkmale
Myrica caroliniensis ist zweihäusig getrenntgeschlechtig (diözisch), d. h. es gibt männliche und weibliche Exemplare. Es werden kurze und achselständige, ährige Blütenstände gebildet. Die eingeschlechtlichen und sitzenden Blüten sind ohne Blütenhülle. Die männlichen, grün-rötlichen Blüten haben etwa drei bis fünf, kurze Staubblätter und sind von einem kurzen, bewimperten, teils drüsigen Tragblatt umgeben. Die grün-rötlichen, weiblichen Blüten mit einem oberständigen Fruchtknoten mit zwei Narbenästen sind von zwei Deckblättern und einem bewimperten Tragblatt begleitet.
Die kleinen, etwa 3–4 Millimeter großen, kugeligen, weiß-bläulichen und noppeligen Steinfrüchte sind von einer Wachsschicht umgeben.

## Phänologie
Die Blütezeit reicht in Nordamerika von Frühling bis zum Frühsommer. Die Früchte reifen in Nordamerika im Spätsommer oder Herbst.

## Ökologie und Standorte
Myrica caroliniensis bildet Aktinorrhiza: Ihre Wurzeln sind von stickstofffixierenden Wurzelknöllchen umgeben, die in einer Symbiose mit Aktinobakterien der Gattung Frankia gebildet werden. Dadurch wird sie tolerant gegenüber stickstoffarmen, sauren Böden wie in Feuchtgebieten, Pocosins und auf Dünen.
Die Frucht bildet die Nahrungsquelle vieler Vogelarten, darunter Virginiawachtel und Truthuhn. Im Winter sind die Samen für Carolinazaunkönig und Feldsperling bedeutsam. Bis zu einem gewissen Grad bietet die Pflanze der Virginiawachtel auch Lebensraum. Das Verdauungssystem der Vögel entfernt die Wachsschicht von den Früchten, eine Voraussetzung für die Keimung.

## Verbreitung
Das natürliche Verbreitungsgebiet reicht von Texas bis nach Maryland an der US-amerikanischen Süd- und Ostküste. Myrica caroliniensis ist von Myrica pensylvanica schwer zu unterscheiden, welche nordwärts bis nach Kanada hinein vorkommt.

## Systematik
Die Erstveröffentlichung von Myrica caroliniensis erfolgte 1768 durch Philip Miller.
Myrica caroliniensis ist eine der Myrica-Arten, die von einigen Autoren als Morella caroliniensis (Mill.) Small in der Gattung Morella geführt wird. Außerdem ist sie Myrica pensylvanica sehr ähnlich; diese beiden Arten werden gelegentlich zusammen geführt, ungeachtet der Tatsache, dass Myrica caroliniensis immergrün oder sehr spät laubabwerfend ist. Myrica caroliniensis ist auch Myrica cerifera ähnlich. Sie werden an den Blättern und am Geruch unterschieden: Myrica cerifera hat auf der Ober- und Unterseite der Blätter Drüsen, während Myrica caroliniensis diese nur auf der Unterseite besitzt; sie hat auch keinen so markanten Geruch. Beide Arten bringen Hybride hervor.
Je nach Autor sind Synonyme für Myrica caroliniensis Mill. beispielsweise: Cerothamnus pensylvanicus (Loisel.) Moldenke, Myrica pennsylvanica Lam., Myrica heterophylla Raf., Cerothamnus carolinensis (Mill.) Tidestrom, Myrica cerifera var. augustifolia DC., Myrica cerifera var. latifolia Aiton, Myrica curtissii A.Chev., Myrica curtissii var. media (Michaux) A.Chev., Myrica heterophylla var. curtissii (A.Chev.) Fernald, Myrica sessilifolia Raf., Myrica sessilifolia var. latifolia (Aiton) Raf.

## Nutzung

### Zierpflanze
Myrica caroliniensis wird in Parks und Gärten als Zierpflanze verwendet.

### Pflanzenheilkunde
Die frühen US-amerikanischen Siedler nutzten die Rinde von Myrica caroliniensis als Zahnputzmittel.
Die Choctaw kochten Pflanzenteile und nutzten den Aufguss zur Behandlung von Fieber. Es ist überliefert, dass Kolonisten in Louisiana 1722 eine Mischung aus dem Wachs und heißem Wasser zur Behandlung einer schweren Dysenterie tranken. In einem Bericht von 1737 wird Myrica caroliniensis als Anwendung gegen Krampfanfälle, Koliken, Ohnmacht und epileptische Anfälle beschrieben. Im frühen 19. Jahrhundert begann der Pflanzenheilkundler Samuel Thomson, die Pflanze wegen ihrer Fähigkeit, „Hitze“ im Körper zu erzeugen, als Mittel gegen Infektionskrankheiten und Diarrhoe zu empfehlen. Diese Verwendung nahm im Laufe des 19. Jahrhunderts an Bedeutung ab, dafür wurden verschiedene andere Gebrechen wie Zahnfleischbluten topisch behandelt. Ab 1916 war die Wurzelrinde der Pflanze 20 Jahre lang im US-amerikanischen Pendant der Roten Liste geführt.
Die Verwendung von Myrica caroliniensis in der Pflanzenheilkunde hat seit der Blüte ihrer Popularität im 19. Jahrhundert abgenommen. Sie wird noch heute zur Behandlung von Fieber, Diarrhoe und ein paar anderen Gebrechen genutzt. Myricitrin hat fiebersenkende Wirkung, und zusammen mit Tanninen wirkt es gegen Diarrhoe; es wirkt antibiotisch, während die Tannine adstringierende Eigenschaften haben.
Im Allgemeinen wird ein Absud oder eine Tinktur verwendet. Infusionen und lokal wirkende Salben finden gleichfalls Anwendung.
Schwangere sollten Präparate aus Myrica caroliniensis nicht verwenden.

### Kerzenherstellung
Die Früchte von Myrica caroliniensis wurden in den Südstaaten traditionell zur Herstellung von Wachs für altmodische Weihnachts-Dekorationen (englisch bayberry candles) verwendet. Das Wachs wurde durch Kochen extrahiert, das auf der Oberfläche schwimmende Wachs anschließend abgeschöpft. Die Fette wurden erneut gekocht und danach durchgeseiht. Danach war die Flüssigkeit zur Kerzenherstellung durch Ziehen oder Formen geeignet. Myrica caroliniensis ist jedoch nicht die einzige dazu verwendete Pflanzenart; ihre nahen Verwandten sind gleichfalls brauchbar.
Myrica caroliniensis und ihre Verwandten wurden bei der Kerzenherstellung weitestgehend durch Ersatzstoffe wie Paraffin ersetzt. Den Ersatzstoffen werden Lebensmittelfarbstoffe und Duftstoffe zugefügt, so dass sie ähnlich aussehen und riechen wie die Naturprodukte.